# میشل خنر
میشل خِـنِـر (اسپانیایی: Michelle Jenner‎؛ زادهٔ ۱۴ سپتامبر ۱۹۸۶) بازیگر سینما و تلویزیون اهل اسپانیا است.
از فیلم‌ها یا مجموعه‌های تلویزیونی که وی در آن‌ها نقش داشته است، می‌توان به کلیسای بزرگ دریا، وارثان زمین، ایزابل، قصه‌ای برایم بگو، جولیتا، فیلم اسپانیایی و مردان پاکو اشاره نمود.